# Grand Prix Ayuntamiento de Bilbao
Le GP Ayuntamiento de Bilbao est une ancienne course cycliste espagnole disputée au Pays basque. Ses six premières éditions (1943-1955) ont été disputées sous forme de course par étapes et les cinq suivantes (1960-1964) sous forme de course en ligne.

## Palmarès
| Année     | Vainqueur            | Deuxième            | Troisième           |
| --------- | -------------------- | ------------------- | ------------------- |
| 1943      | Martin Mancisidor    | Julián Berrendero   | Antonio Destrieux   |
| 1944      | José Gándara         | Isidro Bejarano     | Pedro Font          |
| 1945-1951 | Non disputé          | Non disputé         | Non disputé         |
| 1952      | Senén Blanco         | Adolfo Cruz         | Andrés Trobat       |
| 1953      | Cosme Barrutia       | Miguel Bover        | Emilio Rodríguez    |
| 1954      | Ponciano Arbelaiz    | Antonio Barrutia    | Manuel Rodríguez    |
| 1955      | Carmelo Morales      | Antonio Ferraz      | Juan Bibiloni       |
| 1956-1959 | Non disputé          | Non disputé         | Non disputé         |
| 1960      | José Segú            | José Luis Talamillo | Aniceto Utset       |
| 1961      | Juan José Sagarduy   | José Bernárdez      | Federico Bahamontes |
| 1962      | Eusebio Vélez        | Antonio Karmany     | Francisco Gabica    |
| 1963      | Roberto Morales      | José Antonio Momeñe | Ventura Díaz        |
| 1964      | Manuel Martín Piñera | José Antonio Momeñe | Sebastián Elorza    |